# Vágner Love
Vágner Silva de Souza (sinh 11 tháng 6 năm 1984 tại Rio de Janeiro, Brasil), thường được gọi là Vágner Love, anh là một tiền đạo bóng đá người Brasil chơi cho câu lạc bộ Alanyaspor.

## Sự nghiệp

### Palmeiras
Vágner Love bắt đầu sự nghiệp của mình với Palmeiras. Trong mùa giải 2003, anh đã giúp họ trở lại Serie A Brasil.

### CSKA Moskva
Sau đó CSKA Moskva ký hợp đồng chuyển nhượng anh vào mùa hè năm 2004, trước mùa giải Champions League của họ. Trong hơn một năm sau khi anh chơi tại CSKA Moskva, tin đồn liên tục xuất hiện rằng anh không muốn ở lại Moskva, và chuyển giao cho Cô-rinh-đặc biệt đã được ám chỉ nhiều lần. Tuy nhiên, những tin đồn lắng xuống và Vágner đề cập đến một số lần rằng anh đã được đầy đủ cam kết hợp đồng của mình và đang tìm kiếm về phía trước để hoàn thành nhiệm kỳ đầy đủ của nó.
Anh đã ghi bàn thắng cuối cùng mà đội chiến thắng 3-1 của CSKA trong năm 2005 UEFA Cup qua Sporting Clube de Portugal tại Estadio Jose Alvalade ở Lisbon. Ngoài ra để cuối cùng này UEFA Cup, anh đã giành chiến thắng của Premier League Nga và Cup của Nga trong năm 2005, 2008, và Super Cup của Nga trong năm 2006.
Anh đã trở thành cầu thủ ghi bàn hàng đầu ở Nga Premier League 2008, và cầu thủ ghi bàn hàng đầu của UEFA Cup 2008-09, với 11 bàn thắng trong tám trận đấu.

### Trở lại Palmeiras
ngày 28 tháng 8 năm 2009, sau một hoạt động của hình thức cho CSKA Moskva, Vágner Love đã được ký kết bởi Palmeiras - câu lạc bộ cũ của mình trên một hợp đồng cho mượn một năm cho đến khi 31 tháng 7 năm 2010. Báo chí phát ngôn viên Sergei Aksenov cho rằng Vágner Love rời khỏi nước Nga là do "nhu cầu khẩn cấp vấn đề gia đình (ing) sự hiện diện của mình tại nhà ở Brasil".
Love có sự trở lại đáng kinh ngạc trong 5 bàn thắng sau 12 trận đấu cho Palmeiras. Sau khi công khai nêu rõ mối quan tâm của mình về an toàn tại Palmeiras do lĩnh vực đụng chạm với người hâm mộ, cũng như mong muốn của mình để chơi cho đội bóng Flamengo thời thơ ấu, hợp đồng mượn Vágner Love với Palmeiras kết thúc sớm vào ngày 14 tháng Giêng 2010.

### Flamengo
Ngày 15 tháng 1 năm 2010, ngày sau khi cho mượn của mình đã chấm dứt với Palmeiras, Love đã chính thức ký một hợp đồng cho mượn với đương kim vô địch Brasil Flamengo kéo dài cho đến tháng 7 năm 2010. Ngày 23 Tháng Một năm 2010, anh ghi được 2 bàn thắng cho đội bóng.

### Trở lạiCSKA Moskva
Trong trận đấu đầu tiên, sau khi trở về CSKA, ngày 01 tháng 8 năm 2010 anh đã ghi bàn trong thời gian chấn thương để cho CSKA chiến thắng 2-1 trước đối thủ Spartak Moskva.

### Trở lại Flamengo
Ngày 25 Tháng Một, 2012, Love đã chính thức ký chuyển nhượng trở lại Flamengo khoảng $ 10 triệu trên một hợp đồng có thời hạn 2 năm.

## Sự nghiệp Quốc tế
Vágner Love cũng là thành viên của đội tuyển quốc gia Brasil và đã chơi 21 trận, nhưng anh phải sớm kết thúc sự nghiệp vì thường xuyên phải làm bạn với băng ghế dự bị và chấn thường, ít được triệu tập. Vào năm 2007 anh quyết định từ giã sự nghiệp Quốc tế.

## Thống kê sự nghiệp

### Câu lạc bộ
Tính đến ngày 20 tháng 11 năm 2015.
| Câu lạc bộ          | Mùa giải            | Giải đấu | Giải đấu | Cúp quốc gia | Cúp quốc gia | Châu lục | Châu lục | Khác | Khác | Tổng cộng | Tổng cộng |
| Câu lạc bộ          | Mùa giải            | Trận     | Bàn      | Trận         | Bàn          | Trận     | Bàn      | Trận | Bàn  | Trận      | Bàn       |
| ------------------- | ------------------- | -------- | -------- | ------------ | ------------ | -------- | -------- | ---- | ---- | --------- | --------- |
| Palmeiras           | 2002                | 2        | 0        | 0            | 0            | –        | –        | –    | –    | 2         | 0         |
| Palmeiras           | 2003                | 29       | 19       | 0            | 0            | –        | –        | –    | –    | 29        | 19        |
| Palmeiras           | 2004                | 11       | 8        | 0            | 0            | –        | –        | –    | –    | 11        | 8         |
| Palmeiras           | Tổng cộng           | 42       | 27       | 0            | 0            | –        | –        | –    | –    | 42        | 27        |
| CSKA Moskva         | 2004                | 12       | 9        | 0            | 0            | 9        | 4        | –    | –    | 21        | 13        |
| CSKA Moskva         | 2005                | 21       | 7        | 7            | 0            | 15       | 7        | 0    | 0    | 43        | 14        |
| CSKA Moskva         | 2006                | 23       | 9        | 7            | 4            | 7        | 2        | 1    | 0    | 38        | 15        |
| CSKA Moskva         | 2007                | 23       | 13       | 1            | 0            | 3        | 3        | 1    | 1    | 28        | 17        |
| CSKA Moskva         | 2008                | 26       | 20       | 1            | 1            | 6        | 8        | –    | –    | 33        | 29        |
| CSKA Moskva         | 2009                | 13       | 3        | 3            | 1            | 4        | 3        | 1    | 0    | 21        | 7         |
| CSKA Moskva         | Tổng cộng           | 118      | 61       | 19           | 6            | 44       | 27       | 3    | 1    | 184       | 95        |
| Palmeiras (mượn)    | 2009                | 12       | 5        | 0            | 0            | –        | –        | –    | –    | 12        | 5         |
| Palmeiras (mượn)    | Total               | 12       | 5        | 0            | 0            | 0        | 0        | 0    | 0    | 12        | 5         |
| Flamengo (mượn)     | 2010                | 5        | 4        | 141          | 151          | 10       | 4        | –    | –    | 29        | 23        |
| Flamengo (mượn)     | Tổng cộng           | 5        | 4        | 14           | 15           | 10       | 4        | 0    | 0    | 29        | 23        |
| CSKA Moskva         | 2010                | 15       | 9        | 0            | 0            | 5        | 2        | 0    | 0    | 20        | 11        |
| CSKA Moskva         | 2011–12             | 25       | 9        | 5            | 1            | 6        | 1        | 1    | 0    | 37        | 11        |
| CSKA Moskva         | Tổng cộng           | 40       | 18       | 5            | 1            | 11       | 3        | 1    | 0    | 57        | 22        |
| Flamengo            | 2012                | 36       | 13       | 102          | 72           | 5        | 2        | –    | –    | 51        | 19        |
| Flamengo            | Tổng cộng           | 36       | 13       | 10           | 7            | 5        | 2        | 0    | 0    | 51        | 19        |
| CSKA Moskva         | 2012–13             | 9        | 5        | 3            | 1            | 0        | 0        | 0    | 0    | 12        | 6         |
| CSKA Moskva         | 2013–14             | 2        | 1        | 0            | 0            | 0        | 0        | 1    | 0    | 3         | 1         |
| CSKA Moskva         | Tổng cộng           | 11       | 6        | 3            | 1            | 0        | 0        | 1    | 0    | 15        | 7         |
| Sơn Đông Lỗ Năng    | 2013                | 10       | 6        | 0            | 0            | 0        | 0        | –    | –    | 10        | 6         |
| Sơn Đông Lỗ Năng    | 2014                | 21       | 13       | 7            | 4            | 5        | 5        | –    | –    | 33        | 22        |
| Sơn Đông Lỗ Năng    | Total               | 31       | 19       | 7            | 4            | 5        | 5        | –    | –    | 43        | 28        |
| Corinthians         | 2015                | 29       | 13       | 163          | 23           | 3        | 0        | 0    | 0    | 48        | 15        |
| Corinthians         | Tổng cộng           | 29       | 13       | 16           | 2            | 3        | 0        | 0    | 0    | 48        | 15        |
| Tổng cộng sự nghiệp | Tổng cộng sự nghiệp | 324      | 166      | 74*          | 36*          | 77       | 41       | 5    | 1    | 481       | 241       |

- 1 Bao gồm Rio de Janeiro State League.
- 2 Bao gồm Rio de Janeiro State League.
- 3 Bao gồm São Paulo State League.

## Thi đấu quốc tế
Tính đến ngày 1 tháng 4 năm 2009
| \| Đội tuyển quốc gia \| Năm \| Trận \| Bàn \| \| \| \| ------------------ \| --------- \| --------- \| --------- \| -- \| - \| \| Brasil \| 2004 \| 1 \| 0 \| \| \| \| Brasil \| 2006 \| 3 \| 1 \| \| \| \| Brasil \| 2007 \| 16 \| 4 \| \| \| \| Brasil \| Tổng cộng \| Tổng cộng \| Tổng cộng \| 20 \| 5 \| 1. 2. 3. 4. |           |           |           |    |   |
| Đội tuyển quốc gia | Năm       | Trận      | Bàn       |    |   |
| Brasil | 2004      | 1         | 0         |    |   |
| Brasil | 2006      | 3         | 1         |    |   |
| Brasil | 2007      | 16        | 4         |    |   |
| Brasil | Tổng cộng | Tổng cộng | Tổng cộng | 20 | 5 |